# Зюдерхаштедт
Зюдерхаштедт (нем. Süderhastedt) — община в Германии, в земле Шлезвиг-Гольштейн.
Входит в состав района Дитмаршен. Подчиняется управлению КЛьГ Бург-Зюдерхаштедт. Население составляет 866 человек (на 31 декабря 2010 года). Занимает площадь 15,74 км².
Коммуна подразделяется на 4 сельских округа.